# إبراهيم آيو
إبراهيم عبد رحيم آيو (بالإنجليزية: Ibrahim Ayew)‏، لاعب كرة قدم غاني، نجل اللاعب الغاني عبيدي بيليه، يلعب رحيم في جميع مراكز خط الوسط ويمتاز بالسرعة والمهارة والقوة البدنية، انضم رحيم إلى صفوف منتخب غانا للمحليين وتألق في هذه البطولة ونال اللاعب إعجاب بعض الأندية الأوروبية وكان قريب من ارتداء قميص نادى هوفينهايم الألماني ولكن توقفت المفاوضات لأسباب غير معلومة.

## المسيرة الاحترافية
انضم اللاعب إلى نادي الزمالك المصري لمدة 5 سنوات، قضى موسم مع الفريق لينتقل بعدها لنادي ليرس البلجيكي مقابل 50 ألف دولار لنادي الزمالك.

## المسيرة الدولية
كان اللاعب ضمن تشكيلة المنتخب الغاني الذي شارك في كأس الأمم الأفريقية 2010، كما كان من ضمن التشكيلة التي شاركت في كأس العالم 2010.

## الحياة الأسرية
هو نجل أسطورة الكورة الغانية عبيدي بيليه، والشقيق الأكبر للاعب أندري أيوو قائد المنتخب الغانى للشباب الذي فاز بنسخة 2009 لكأس العالم للشباب التي أقيمت في مصر.

## روابط خارجية
- إبراهيم آيو على موقع قاعدة بيانات كرة القدم.إي يو (الإنجليزية)
- إبراهيم آيو على موقع ناشيونال فوتبول تيمز (الإنجليزية)
- إبراهيم آيو على موقع Soccerway.com (الإنجليزية)
- إبراهيم آيو على موقع عالم كرة القدم.نت (الإنجليزية)